# Comuna de Chorkówka
Chorkówka (em polonês/polaco: Gmina Chorkówka) é uma comuna) na Polônia, na voivodia de Subcarpácia e no condado de Krosno. A sede do condado é a cidade de Chorkówka.
De acordo com os censos de 2004, a comuna tem 13 087 habitantes, com uma densidade 168,6 hab/km².

## Área
Estende-se por uma área de 77,75 km², incluindo:
- área agrícola: 72%
- área florestal: 18%

## Demografia
Dados de 30 de Junho 2004:
|                      | Total   | Total | Mulheres | Mulheres | Homens  | Homens |
| -------------------- | ------- | ----- | -------- | -------- | ------- | ------ |
|                      | pessoas | %     | pessoas  | %        | pessoas | %      |
| População            | 13 087  | 100   | 6735     | 51,5     | 6352    | 48,5   |
| Densidade (pop./km²) | 168,6   | 100   | 86,8     | 86,8     | 81,8    | 81,8   |

De acordo com dados de 2002, o rendimento médio per capita ascendia a 1214,63 zł.

## Comunas vizinhas
- Dukla, Jedlicze, Krosno, Miejsce Piastowe, Nowy Żmigród, Tarnowiec